# Venerable Congregació de la Mare de Déu dels Dolors de Besalú
La Venerable Congregació de la Mare de Déu dels Dolors de Besalú és una entitat fundada el 1699, que va celebrar la primera processó el mateix any. Des d'aleshores, tots els divendres abans del Diumenge de Rams, la vila de Besalú (La Garrotxa) surt al carrer per participar en aquesta processó, només interrompuda en alguns períodes revolucionaris i bèl·lics. La congregació també ha col·laborat en la recuperació d'algunes obres d'art, que van ser restaurades pel Departament de Cultura de la Generalitat i que es poden visitar a l'església parroquial de Sant Vicenç de Besalú. El 2005 va rebre la Creu de Sant Jordi.